# Casalborgone
Casalborgone (en français Casalbourgon) est une commune italienne de la ville métropolitaine de Turin, dans la région Piémont.

## Administration
| Période                                  | Période  | Identité        | Étiquette    | Qualité |
| ---------------------------------------- | -------- | --------------- | ------------ | ------- |
| 14 juin 2004                             | En cours | Franca Chiapino | lista civica |         |
| Les données manquantes sont à compléter. |          |                 |              |         |

### Hameaux
Ceriaglio, Borganino, Val Chiapini, Val Frascherina

### Communes limitrophes
San Sebastiano da Po, Lauriano, Castagneto Po, Rivalba, Tonengo, Aramengo, Berzano di San Pietro, Cinzano